# Kvantno sprezanje
Kvantno sprezanje je fizički fenomen koji se pojavljuje kada parovi ili grupe čestica nastanu ili međudeluju na takav način da se kvantno stanje pojedinačnih čestica ne može utvrditi nezavisno od drugih čestica, čak i ako čestice u pitanju dele velike udaljenosti. Umesto toga, mora se uzeti kvantno stanje sistema kao celine.
Merenja fizičkih svojstava, poput položaja, momenta, spina, ili polarizacije, na spregnutim česticama blisko su povezana. Na primer, ako je paru spregnutih čestica ukupni spin nula, a za jednu česticu se zna kako ima spin u smeru kazaljke na satu na nekoj osi, spin druge čestice, meren po istoj osi, uvek će biti obrnutog smera, kao što se može i očekivati. Međutim, takvo ponašanje može dovesti do paradoksalnih učinaka: bilo kakvo merenje svojstva čestice može se gledati kao uticanje na tu česticu (npr. kolapsom broja superpozicijskih stanja), što će promeniti originalno kvantno svojstvo; a u slučaju spregnutih čestica, takvo se merenje može izvesti samo na sistemu kao celini. Tada izgleda kao da jedna čestica spregnutog sistema „zna” koja su merenja izvedena na drugoj čestici, i s kojim rezultatima, iako nema poznatog načina izmene takvih informacija između čestica, koje mogu biti na bilo kojoj međusobnoj udaljenosti.
Takvi fenomeni bili su tema naučnog rada koji su 1935. napisali Albert Ajnštajn, Boris Podolski, i Nejtan Rozen, kao i nekoliko radova Ervina Šredingera nešto kasnije, koji opisuju, kasnije nazvani, EPR paradoks. Ajnštajn i drugi smatrali su takvo ponašanje nemogućim, jer je kršilo teoriju relativnosti (Ajnštajn je to nazvao „sablasno delovanje na daljinu”) te je tvrdio kako je zbog toga tadašnja interpretacija kvantne mehanike nepotpuna. Kasnije su kontraintuitivna predviđanja kvantne mehanike potvđena. Izvedeni su eksperimenti koji uključuju merenje polarizacije ili spina spregnutih čestica u drugim smerovima, koji su – kršeći Belovu nejednakost – statistički demonstrirali kako je Kopenhagenska interpretacija ispravna. To se događa čak i kad su merenja izvedena na dva mesta brže nego što svetlo može stići od jedne laboratorije do druge, što dokazuje kako čestice među sobom ne razmenjuju informacije. Prema formalizaciji kvantne teorije, efekti merenja su trenutni. Nije moguće koristiti ovaj učinak za prenošenje informacija brzinom većom od svetlosne.
Kvantno sprezanje je područje veoma aktivnih istraživanja, čiji su učinci eksperimentalno demonstrirani na fotonima, neutrinima, elektronima, molekulima veličine fulerena, čak i malih dijamanata. Istraživanja se takođe fokusiraju na iskorištavanje navedenih učinaka za svrhe komunikacije i kvantnih računara.

## Spoljašnje veze
- The original EPR paper Архивирано на веб-сајту  (8. фебруар 2006)
- Quantum Entanglement at Stanford Encyclopedia of Philosophy
- How to entangle photons experimentally (subscription required) Архивирано на веб-сајту  (16. јануар 2013)
- A creative interpretation of Quantum Entanglement
- Albert's chest: entanglement for lay persons
- How Quantum Entanglement Works
- Explanatory video by Scientific American magazine
- Hanson Lab – Loophole-free Bell test ‘Spooky action at a distance’, no cheating.
- Two Diamonds Linked by Strange Quantum Entanglement
- Entanglement experiment with photon pairs – interactive
- Multiple entanglement and quantum repeating
- Quantum Entanglement and Bell's Theorem at MathPages
- Audio – Cain/Gay (2009) Astronomy Cast Entanglement
- Recorded research seminars at Imperial College relating to quantum entanglement Архивирано на веб-сајту  (13. април 2016)
- Quantum Entanglement and Decoherence: 3rd International Conference on Quantum Information (ICQI)
- Ion trapping quantum information processing
- IEEE Spectrum On-line: The trap technique
- Was Einstein Wrong?: A Quantum Threat to Special Relativity
- Citizendium: Entanglement
- Spooky Actions At A Distance?: Oppenheimer Lecture, Prof. David Mermin (Cornell University) Univ. California, Berkeley, 2008. Non-mathematical popular lecture on YouTube, posted Mar 2008
- "StateSeparator" web-app